# OIL! Tankstellen
Die OIL! Tankstellen GmbH ist ein deutsches Mineralölunternehmen mit Sitz in Hamburg. Unter dem Markennamen OIL! betreibt es ein Tankstellennetz mit rund 330 Stationen in Deutschland, Österreich, Dänemark und in der Schweiz. In Ungarn werden weitere 40 OIL!-Stationen im Franchisesystem betrieben. Seit Dezember 2023 ist OIL! eine Tochtergesellschaft der britischen Prax Group, die unter anderem Tankstellennetze in Großbritannien betreibt.

## Geschichte
Seit 1994 betrieben Marquard & Bahls ein Tankstellennetz, bestehend aus verschiedenen Gesellschaften. Die MHK Mineralölhandel GmbH mit 86 Tankstellen, die MDT Tankstellen GmbH mit 42 Stationen, die Wilhelm Grönwaldt Tankstellen GmbH und Co. KG mit 56 Vertriebsstellen und die OIL! Tankstellen GmbH. Diese wurden in den Jahren 2003 und 2004 unter dem Dach der OIL! Tankstellen GmbH & Co. KG zusammengeführt und einheitlich mit der Marke OIL! beflaggt. In den folgenden Jahren erfolgten Expansionen in die Schweiz und nach Ungarn. 2013 wurden 20 Tankstellen der Eller-Montan-Comp. GmbH von OIL! übernommen. 2015 erwarb die OIL! Tankstellen GmbH & Co. KG rund 50 Automatenstationen der Marke HAAHR Benzin ApS in Dänemark.
Am 24. Oktober 2023 wurde bekannt gegeben, dass Mabanaft – eine Tochter von Marquard & Bahls – seine Anteile an den Unternehmen an die britische Prax Group verkauft. Dieser Verkauf wurde zum 1. Dezember 2023 vollzogen.

## Auszeichnungen
In einer Verbraucherstudie über die Qualität von Angebot und Service in deutschen Tankstellenshops vom Juli 2013, die von der Deutschen Gesellschaft für Verbraucherstudien (DtGV) in Kooperation mit N24 durchgeführt wurde, konnte sich OIL! im Gesamtranking nach Q1 als Zweitplatzierter durchsetzen, vor dem Drittplatzierten Aral und weiteren multinationalen Konzerngesellschaften. Außerdem konnte OIL! in der Verbraucherstudie die Kategorie „bestes Erscheinungsbild“ für sich verbuchen.

## Belege
1. ↑  Die Prax Group gibt die erfolgreiche Übernahme von OIL-Tankstellen im Rahmen der jüngsten europäischen Expansion bekannt, www.oil-tankstellen.ch, abgerufen am 14. Dezember 2023.
2. ↑  Unternehmensbroschüre der Oil! Tankstellen GmbH & Co. KG
3. ↑  Willi Mohrs: Eller-Montan gibt Tankstellen an Rhein und Ruhr auf - Oil übernimmt. In: Westdeutsche Allgemeine Zeitung. Funke Mediengruppe, 16. Mai 2014, abgerufen am 10. August 2014.
4. ↑  Prax Group acquires OIL! Tankstellen’s 340 European sites. In: petrolplaza.com. 24. Oktober 2023, abgerufen am 25. Oktober 2023 (englisch).
5. ↑  DtGV und N24 Verbraucherstudie über die Qualität von Tankstellenshops, abgerufen am 22. Juli 2013